# Туа, Терезина
Маддалена Мария Феличита Терезина Туа (итал. Maddalena Maria Teresa Tua; 24 апреля 1866 или 22 мая 1867, Турин[…] — 28 октября 1956, Рим) — итальянская скрипачка-виртуоз.

## Биография
Терезина Туа родилась, по разным источникам или 24 апреля 1866 года, или или 22 мая 1867 года в итальянском городе Турине в семье бедных музыкантов.
Первые уроки игры на музыкальных инструментах ей дал отец и она достигла такого быстрого прогресса, что после посещения оперы итальянского композитора Винченцо Беллини «Соннамбула» начала играть мелодии которые слышала по памяти. Когда ей было 11 лет она выиграла Гран-при по игре на скрипке.
Благодаря поддержке одной состоятельной русской дамы Маддалена Мария Феличита Терезина Туа стала ученицей Ламбера Жозефа Массара в Парижской консерватории, которую окончила с первой премией.
Туа получила широкое признание во время своих концертных туров в 1880-х годах, заполнив Оперный театр в Вене в 1882 году и выступив в Германии, Франции, Испании и в Лондоне. 
Её гастроли в Соединённых Штатах Америки в 1887 году были менее успешными, и вскоре она вернулась в Европу, где в 1889 году вышла замуж за Джузеппе Ипполито Франки-Вернея, графа делла Валетта и переехала жить в Рим. 
Т. Туа неоднократно выступала и в Российской империи. В поездке по России в 1895 году её сопровождал русский композитор, пианист и дирижёр Сергей Васильевич Рахманинов. 

В 1940 году Маддалена Мария Феличита Терезина Туа поступила в один из римских монастырей, где и умерла 28 октября 1956 года. 